# Maurice FitzGerald, Señor de Lanstephan
Maurice Fitzgerald, Señor de Maynooth, Naas, y Llanstephan (c. 1105-septiembre 1176) fue un barón medieval Cambro-Normando barón y una figura clave en la invasión normanda de Irlanda. Era hijo del condestable del castillo de Pembroke, Gerald de Windsor.

## Guerras en Gales e Irlanda
Un Lord de la Marca galés, Lanstephan luchó a las órdenes de Robert FitzMartin en la Batalla de Crug Mawr en Gales 1136. 
Diarmait Mac Murchada (Dermot MacMurrough), rey de Leinster, había sido depuesto y exiliado por el Rey Supremo de Irlanda Rory O'Connor, y había buscado el apoyo Cambro-Normando para recuperar su trono. Lanstephan participó en la invasión normanda de 1169, asistiendo a su medio hermano Robert FitzStephen en el Sitio de Wexford (1169). Su sobrino Raymond era el segundo de Strongbow y ambos compartieron mando en la captura de Waterford y el ataque a Dublín en 1171. Lanstephan y su hijo también tomaron parte en esta batalla.

## Matrimonio y descendencia
A veces se dice que Fitzgerald se casó con Alice, una supuesta hija de Arnulf de Montgomery. Sin embargo, no hay ninguna evidencia de que Arnulf dejara descendientes y la reclamación que una hija de Fitzgerald se casara no es anterior al siglo XIX. Los niños de Fitzgerald fueron:
- Gerald FitzMaurice, I Lord de Offaly (b. c. 1150, d. Antes de que 15 Jan 1204)
- Alexander
- William, Señor de Naas (d. c.1199)
- Maurice, Señor de Kiltrany
- Thomas FitzMaurice Fitzgerald (d. c.1213)
- Robert
- Nest (m. Hervey de Montmorenci, Condestable de Inglaterra)

A través de su hijo mayor, Sir Gerald, Fitzgerald fue el antepasado de los Fitzgerald Condes de Kildare y Duques de Leinster.
El Condado de Desmond en la provincia de Munster se formó a partir de propiedades perteneciente a los descendientes de Thomas FitzMaurice Fitzgerald, Lord de O'Connelloe. El hijo de Thomas, John Fitzgerald, que murió en la Batalla de Callann, fue el primer Barón Desmond.

## Citas
- Chandler, Victoria (1989), "El último del Montgomerys: Roger el Poitevin y Arnulf", Chandler, Victoria (1989), «The last of the Montgomerys: Roger the Poitevin and Arnulf», Historical Research 62 (147): 1-14, doi:10.1111/j.1468-2281.1989.tb01075.x.,  (): 1@–14, doi:10.1111/j.1468-2281.1989.tb01075.x .
- Cokayne, George Edward, ed. (1890), Complete peerage of England, Scotland, Ireland, Great Britain and the United Kingdom, extant, extinct or dormant (D to F) 3 (1st edición), London: George Bell & Sons, p. 358, consultado el 27 de diciembre de 2011.), Londres: Hijos de Bell & del George, p. , recuperó
- Curtis, Edmund (19Curtis, Edmund (1921), «Murchertach O'Brien, high king of Ireland, and his Norman son-in-law, Arnulf de Mont-Gomery, circa 1100», The Journal of the Royal Society of Antiquaries of Ireland, 6 11 (2).1), "Murchertach O'Brien, rey alto de Irlanda, y su Norman yerno, Arnulf de Mont-Gomery, circa 00", , 6, 11 (2),  .
- Fitzgerald, Charles William (1858), The earls of Kildare, and their ancestors (2nd edición), Hodges, Smith, & Company.), Hodges, Herrero, & Compañía .
- Tumbas, James (Graves, James (1869), «No. 2. the earls of Desmond», The Journal of the Historical and Archaeological Association of Ireland, 3 1 (2): 459-498.869), "Núm. . Los condes de Desmond", , 3, 1 (2): 459@–498,  .
- Paul, James Balfour, ed. (1906), Paul, James Balfour, ed. (1906), The Scots peerage 3, David Douglas., , David Douglas .
- Thompson, Kathleen (2004), "Montgomery, Arnulf de (c.1066@–1118x22)", Thompson, Kathleen (2004), «Montgomery, Arnulf de (c.1066–1118x22)», Oxford Dictionary of National Biography, Oxford University Press, doi:10.1093/ref:odnb/696., , doi:10.1093/ref:odnb/696 . (requiere suscripción  )

- Datos: Q4302750